# Потёмкин, Борис Лейзерович
Борис Лейзерович Потёмкин (8 февраля 1933 — 30 апреля 1978, Ленинград) — советский композитор-песенник, поэт, известный своим сотрудничеством с Эдитой Пьехой.

## Биография
Борис Лейзерович Потёмкин родился в еврейской семье и был средним из трёх сыновей. Мать играла на фортепиано, и все дети получили начальное музыкальное образование, но музыкальной школы будущий композитор так и не окончил. Учился на санитарно-техническом факультете Ленинградского инженерно-строительного института (ЛИСИ), где подружился с Евгением Клячкиным и Михаилом Бутманом (для последнего были написаны все ранние песни Б. Л. Потёмкина), участвовал в художественной самодеятельности.
После окончания института работал инженером в Ленпроекте и Ленжилпроекте, писал стихи и продолжал участвовать в художественной самодеятельности и институтских капустниках. В 1965 году им была написана песня «Наш сосед», первым исполнителем которой стал Михаил Бутман. В 1967 году Борис Потёмкин передал эту и ещё одну песню Александру Броневицкому, и её вскоре начала исполнять Эдита Пьеха. Через некоторое время песня «Наш сосед» в исполнении Эдиты Пьехи была выпущена миньоном на фирме грамзаписи «Мелодия» (1967).
Следующим шлягером Бориса Потёмкина стала песня «Выходной» в исполнении Нины Бродской. За ней последовали «Рыжий парень» в исполнении Леонида Алахвердова и ансамбля «Дружба» под управлением Александра Броневицкого, «Наташка» в исполнении Эдиты Пьехи. Песни композитора исполняли Вадим Мулерман, Лариса Мондрус, Алла Иошпе и наконец он стал выступать на эстраде как автор-исполнитель. После участия в его программе Евгения Клячкина, исполнившего одну из его песен, Борис Потёмкин был уволен из института и начал выступать под эгидой Ленинградской филармонии. После отъезда старшего брата в США в 1973 году его уволили и из Ленконцерта. Некоторое время работал в Союзе драматургов, затем директором Дома народного творчества на улице Рубинштейна, где организовал клуб самодеятельной песни (Городской клуб песни под руководством Б. Потёмкина).
Умер от гепатита 30 апреля 1978 года; похоронен в Ленинграде на Преображенском еврейском кладбище.

## Семья
Братья — Илья Лейзерович (1931) и Владимир Лейзерович (1937) Потёмкины.
Жена (с 1955 года) — Надежда Борисовна Потёмкина, дочь художника Б. М. Шаповала. Живёт в США с 1990 года.
- Дочь — Анна Борисовна Потёмкина (в замужестве Фельдман, род. 1956). Живёт в США с 1989 года[10].

## Песни
- «Наш сосед» (музыка и слова Б. Л. Потёмкина, 1967) — Михаил Бутман, Эдита Пьеха;[11] и множество кавер-версий на разных языках
- «Без соседа» (музыка и слова Бориса Потёмкина, 1968) — Эдита Пьеха
- «Сто солнц» (музыка и слова Бориса Потёмкина, 1969) — Лариса Мондрус, Вадим Мулерман
- «Я буду лепить мечту» (Борис Потёмкин — Лариса Румарчук, 1970) — Эдита Пьеха
- «Рыжий парень» (Борис Потёмкин — Виктор Крутецкий, 1970) — Лариса Мондрус, Леонид Алахвердов
- «Выходной» (музыка и слова Бориса Потёмкина, 1970) — Нина Бродская
- «Наташка» (Борис Потёмкин — Александр Аускерн, 1973) — Эдита Пьеха
- «Песенка ни о чём» (Борис Потёмкин — Виктор Гин, 1974) — Эдита Пьеха
- «Лес» (Борис Потёмкин — Михаил Пляцковский) — Владимир Макаров и Валентина Дворянинова
- «Неутверждённые генералы» (музыка и слова Бориса Потёмкина, 1976) — Эдита Пьеха
- «Рождение песни» (Борис Потёмкин — Анна Ахматова, 1978) — Эдита Пьеха

## Нотные издания
- Выходной / комп. и авт. сл. Б. Потёмкин // Песня, гитара и я. — Л.: Советский композитор (Ленинградское отделение), 1976. — Вып. 4. — С. 30—32.
- Наш сосед / комп. Б. Потёмкин, аранжировка Л. Минеева // Музыка для ритмики / Сост. Л. И. Минеева. — СПб.: Композитор, 2002. — С. 22—23.